# Moulin à huile
Pour les articles homonymes, voir moulin (homonymie).

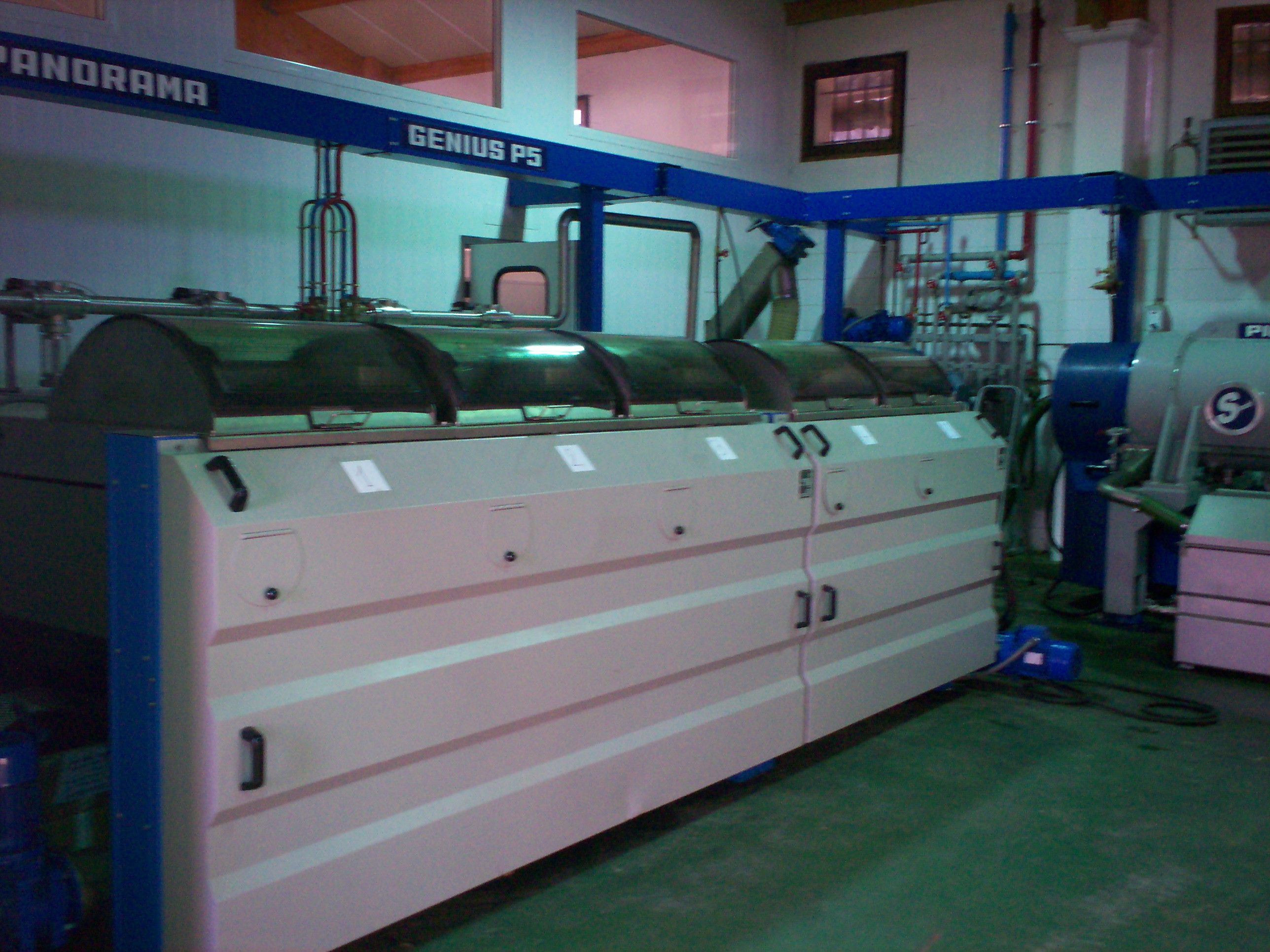
Pressoir moderne à système continu d'un moulin à huile d'olive

Un moulin à huile est un moulin permettant de presser par exemple des olives, des graines oléagineuses (tournesol, colza...) ou bien encore des fruits à coque (noix, noisettes) afin d'en extraire de l'huile.

## Les pressoirs antiques
Différents types de pressoirs existaient et ont même perduré dans le temps.

### Le pressoir à arbre
On date son apparition aux alentours du VIe siècle av. J.-C.

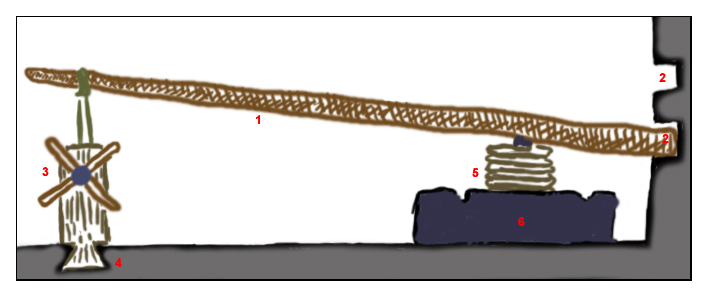
Pressoir queue d'aronde
1 - Axe vertical / grosse poutre ou prelum
2 - Encoches de hauteurs variables permettant de faire varier la pression et la quantité de scourtins
3 - Levier permettant de manœuvrer le cabestan
4 - Encoche en queue d'aronde servant à caler les arbores (piliers de bois ancrés dans le sol rocheux ou dans un contre-poids) du cabestan.
5 - plusieurs Scourtins l'un sur l'autre
6 - La meule creusée de une ou plusieurs rigoles pour l'écoulement de l'huile vers les bassins ou les cuves de stockage

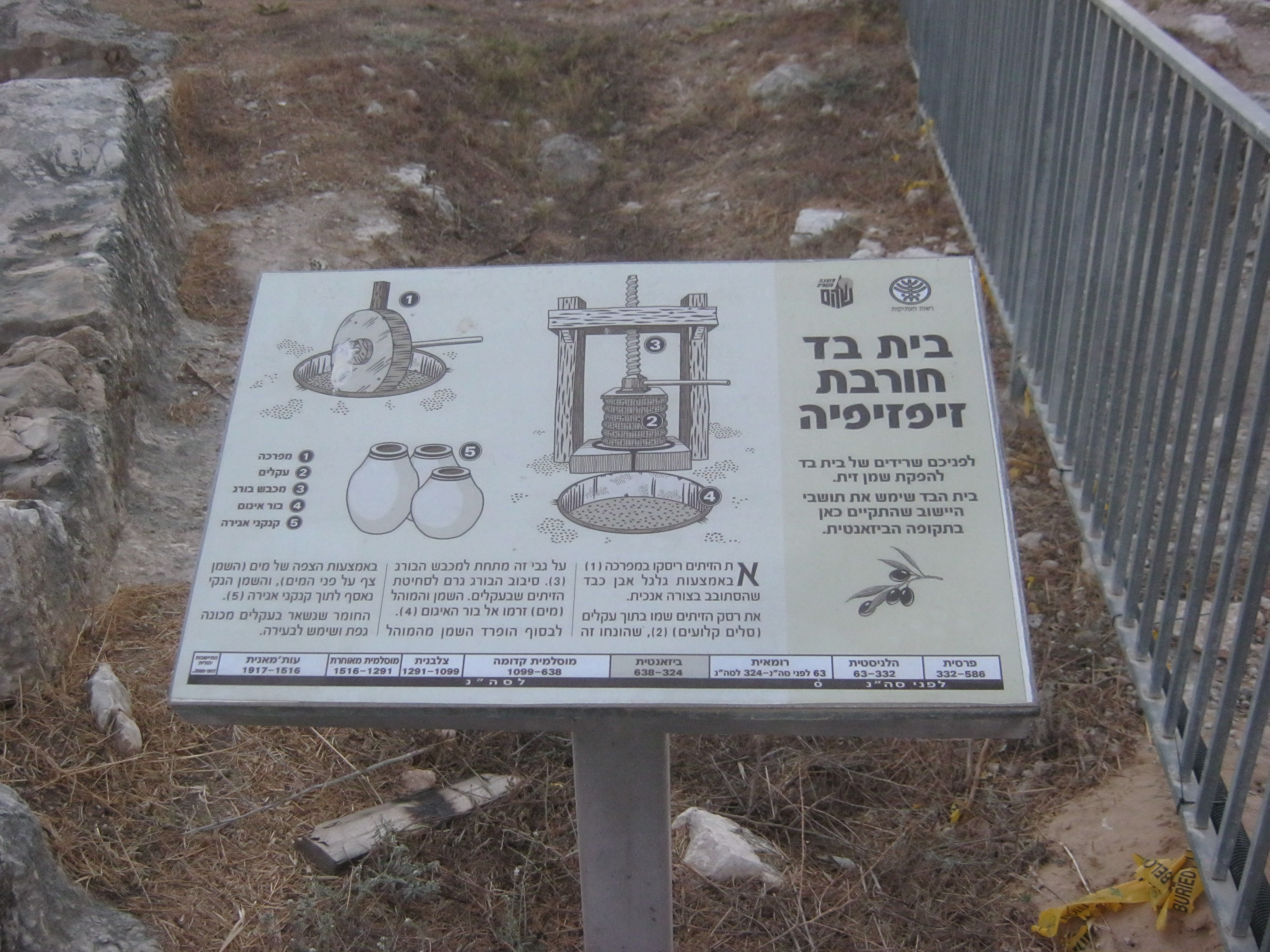
Ancien procédé d'extraction de l'huile dans l'Israël antique.
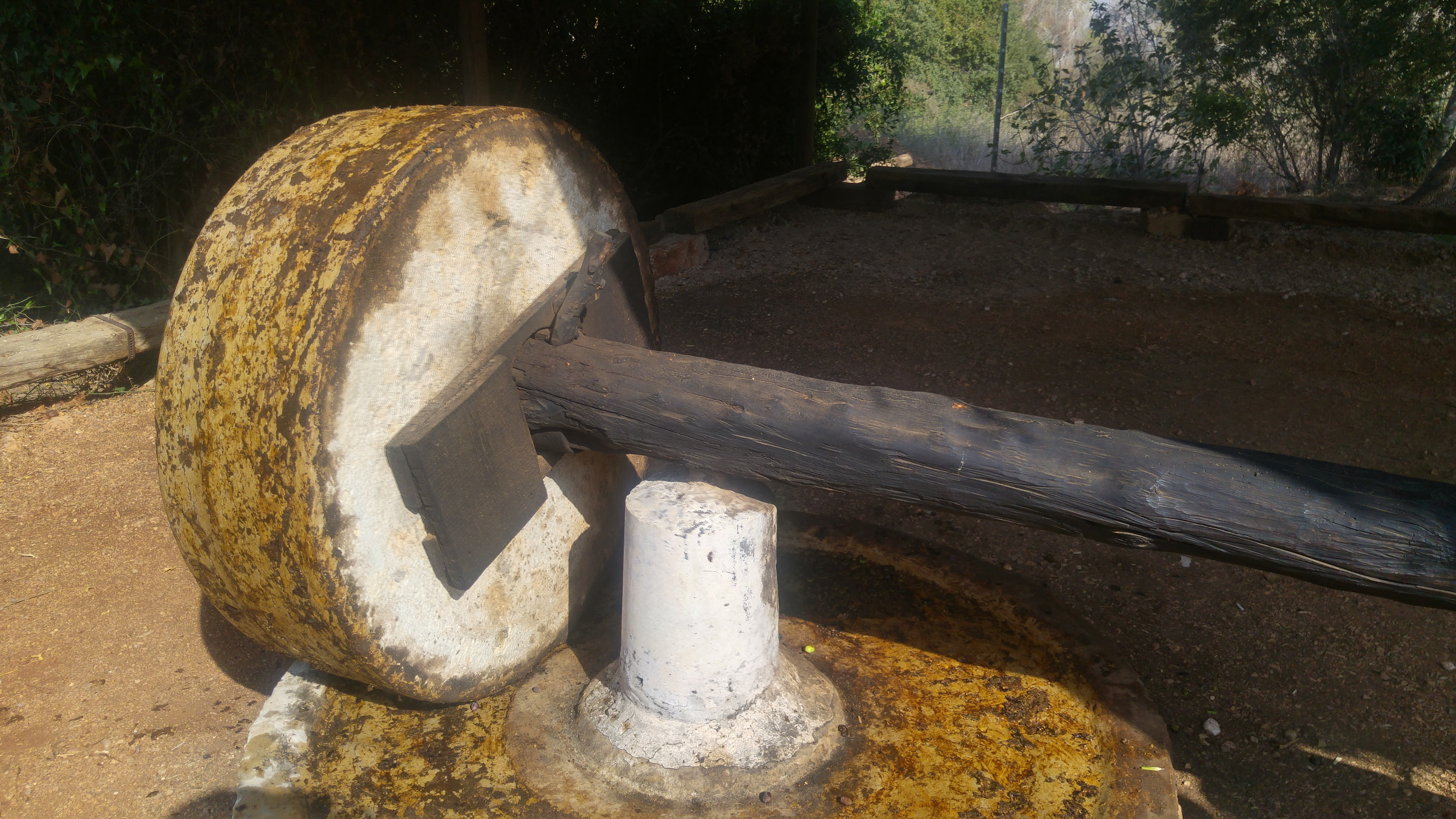
Ancien pressoir traditionnel à huile (Israël)

### Le pressoir à bascule
Daté du Ier siècle av. J.-C., il se compose d'une grosse vis de bois qui, en tournant, pousse sur le tronc qui presse les scourtins.

## Le pressoir à vis directes

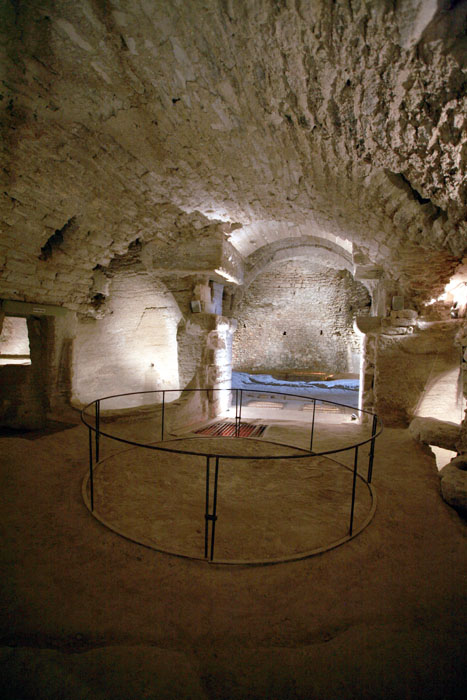
Ancien pressoir à chapelle au cœur des caves du palais Saint-Firmin (Gordes)

Il fait son apparition dans l'antiquité. Variante du pressoir à bascule, il remplace le tronc par des plaques (également de bois) afin de presser les scourtins.

## Les pressoirs à chapelle
Les pressoirs à chapelle apparaissent au XVIIIe siècle. Dans ce principe, la vis presse directement. Afin de lutter contre les forces de résistance au moment du pressage, les moulins étaient directement encastrés dans le bâti. Ce système s’appelle « pressoir à chapelle » à cause de la forme en croix que l'on donnait à la structure servant à maintenir la vis en place.
Les caves du Palais Saint Firmin à Gordes montrent des exemples d'emplacement de ces pressoirs à chapelle.
Le moulin Forville de Cannes, datant du XIVe siècle (1316), montre des exemples de pressoirs reconstitués à l'identique dans deux des cinq chapelles qu'il possède. Le Moulin Forville est devenu un musée des arts et traditions provençales Victor Tuby. Actuellement[Quand ?], on peut voir les fameux pressoirs tous les 1er samedis du mois et toute l'année.

## Moulins à huile protégés au titre des monuments historiques
- Moulin à huile communal du Barroux
- Moulin des Bouillons à Gordes[2]
- Moulin à huile de La Wantzenau
- Moulin à huile de Wimmenau
- Moulin à huile de La Tour (Alpes-Maritimes)[3]

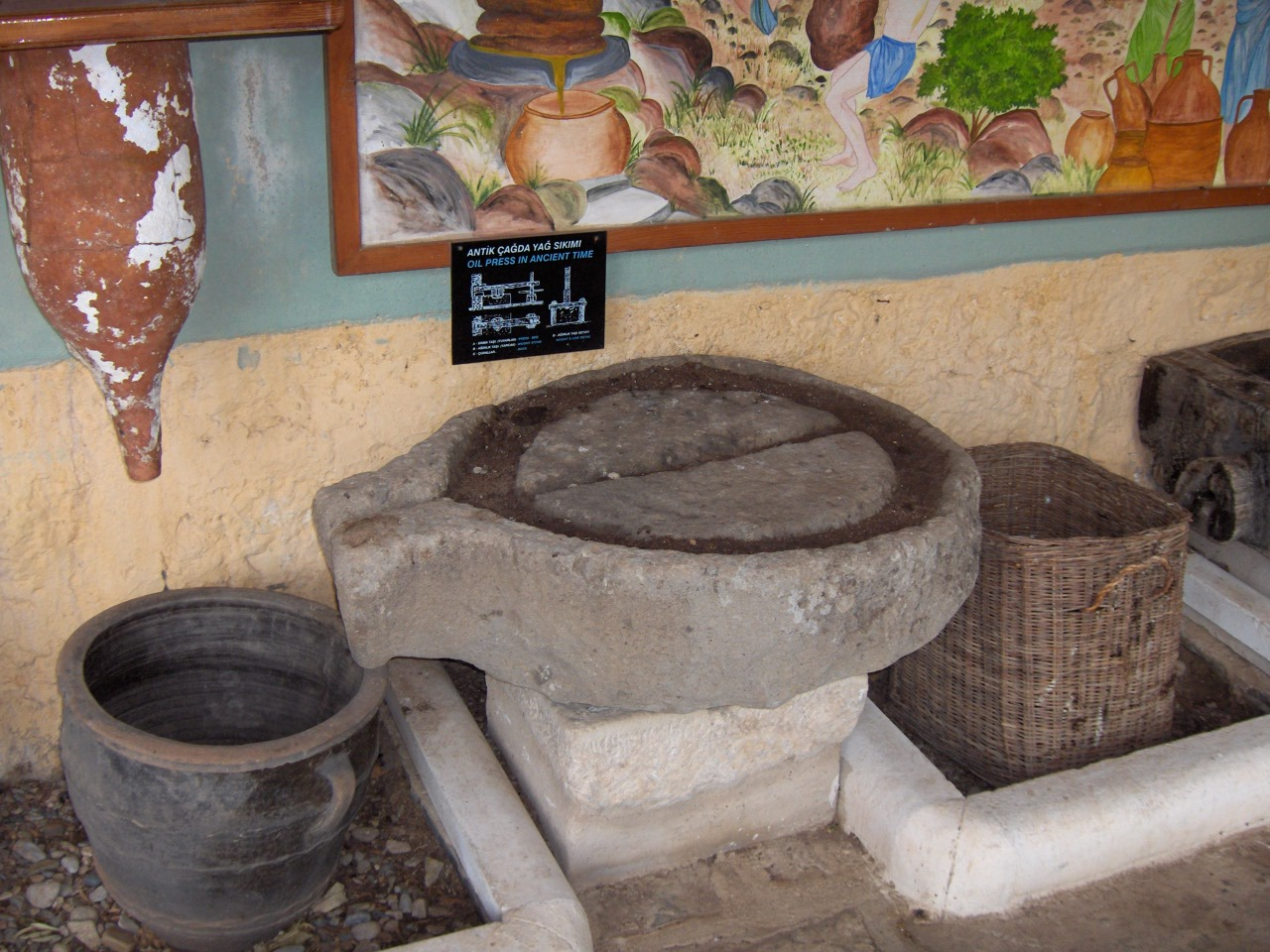
Ancien pressoir à huile à Bodrum (Turquie).
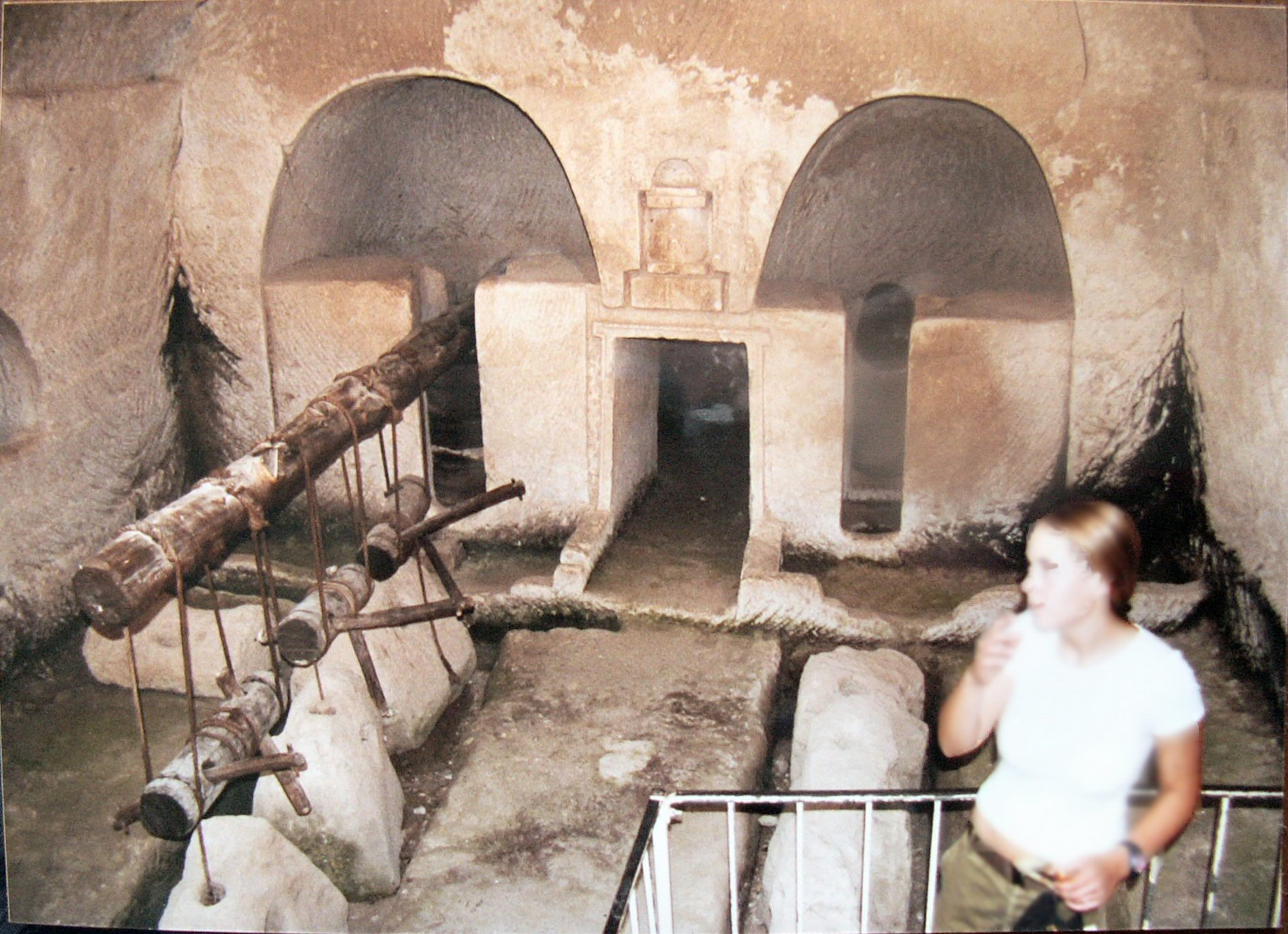
Pressoir « à arbre » avec poids.
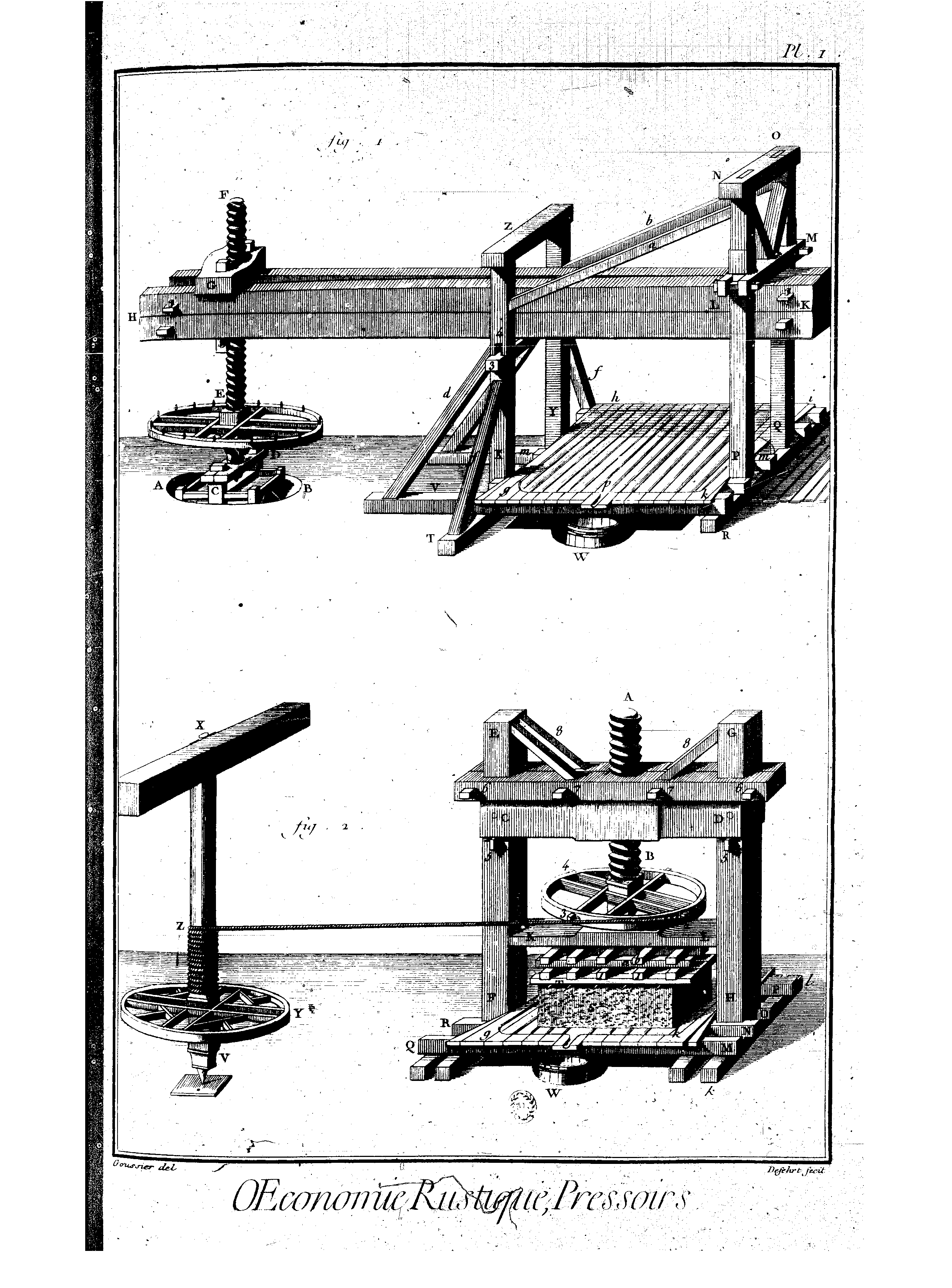
Pressoirs « à bascule » et « à chapelle ».
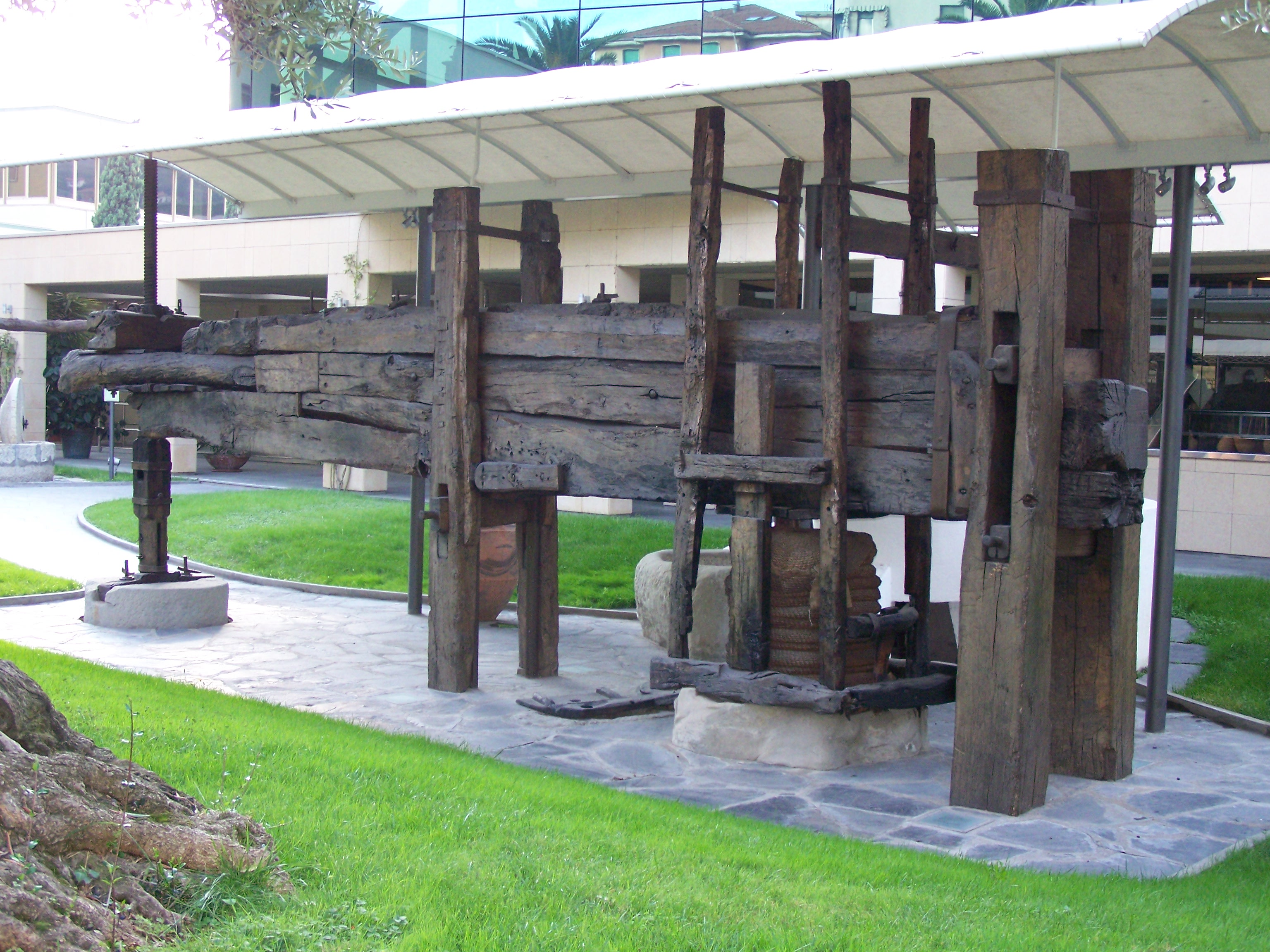
Pressoir « à bascule » italien du XVIIe siècle au Museo dell'Olivo (Imperia, Italie).
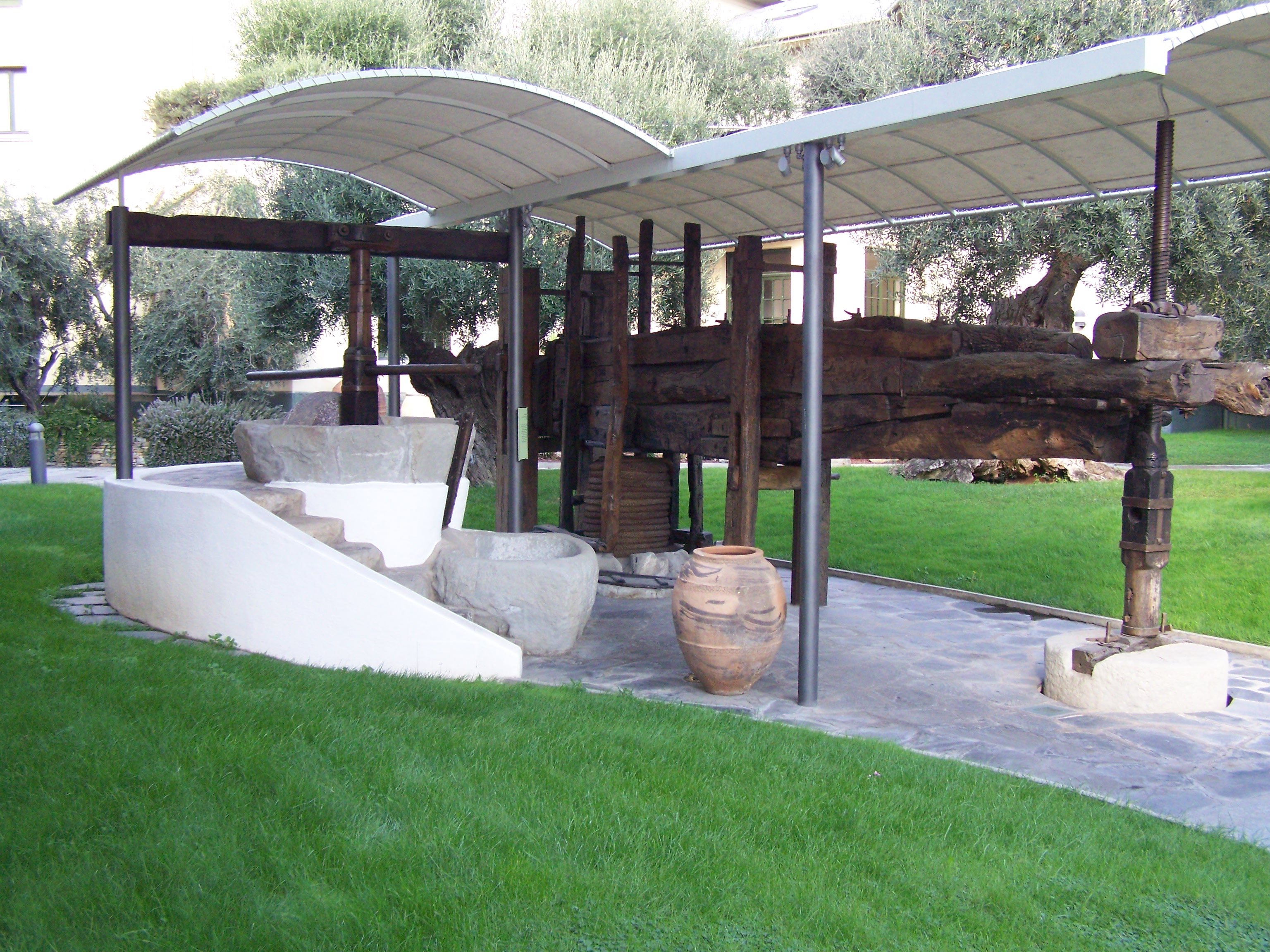
Moulin et pressoir italiens du XVIIe siècle au Museo dell'Olivo.
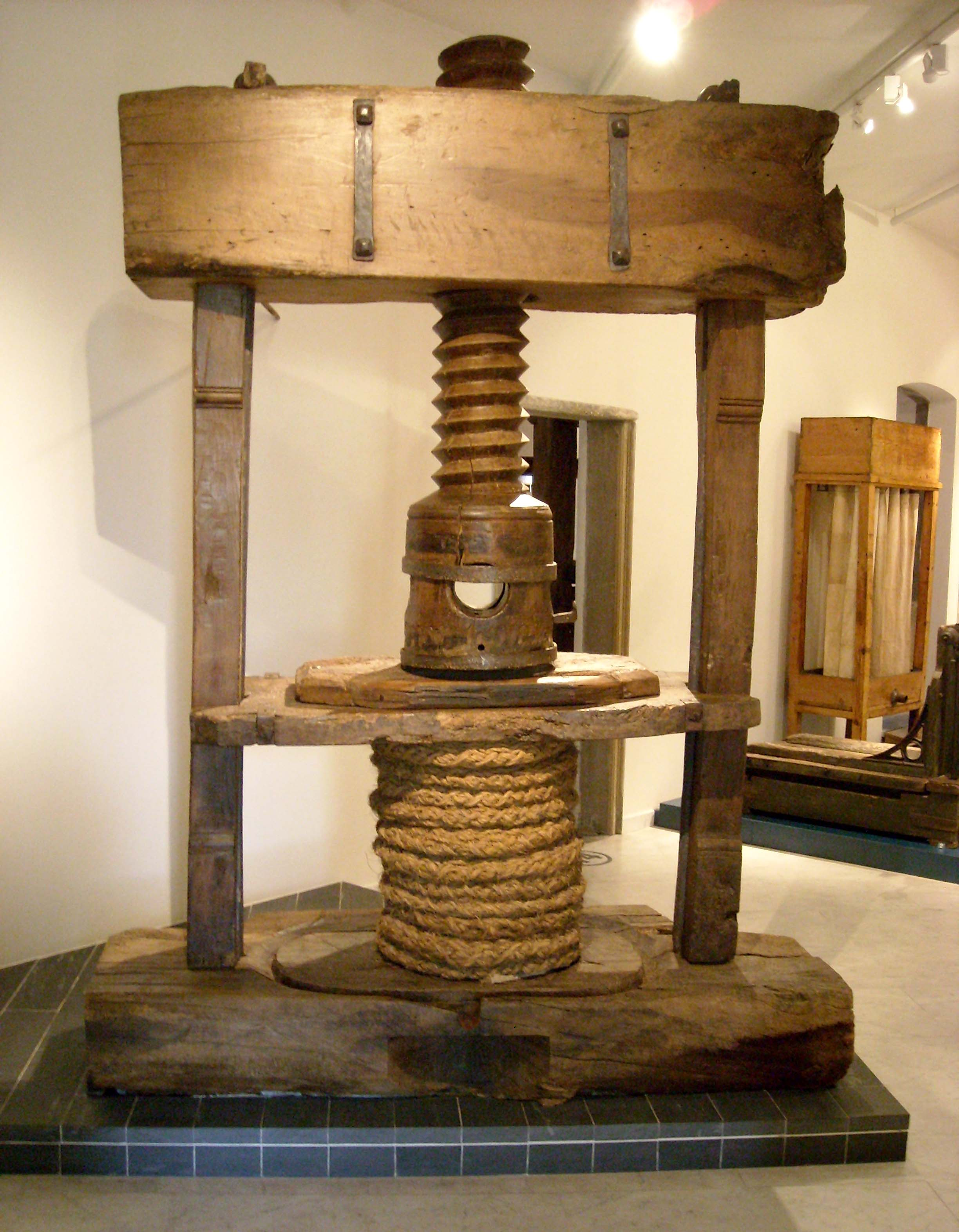
Presse à vis en bois d'olivier au Museo dell'Olivo.
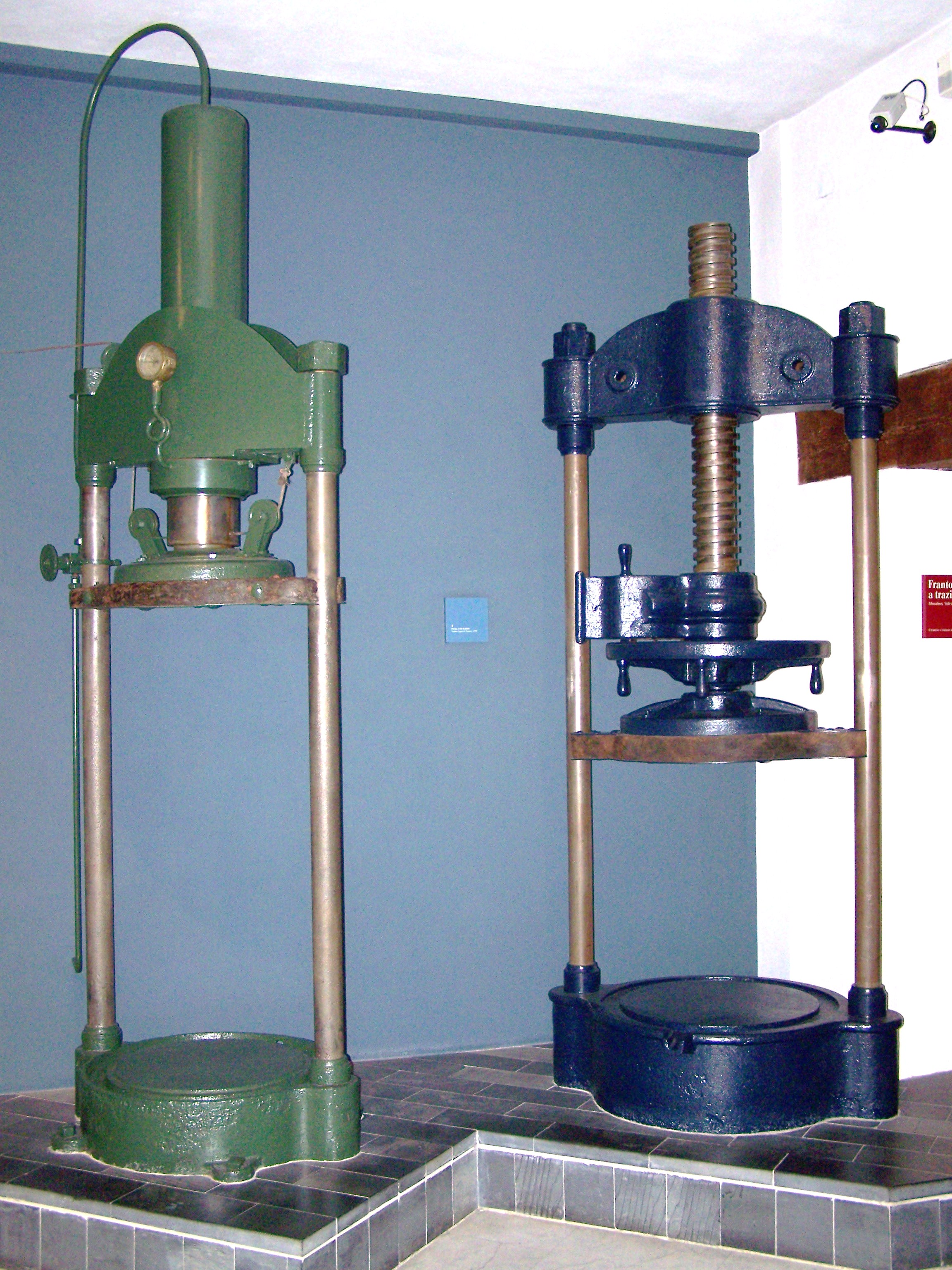
Anciennes presses hydraulique et mécanique au Museo dell'Olivo.
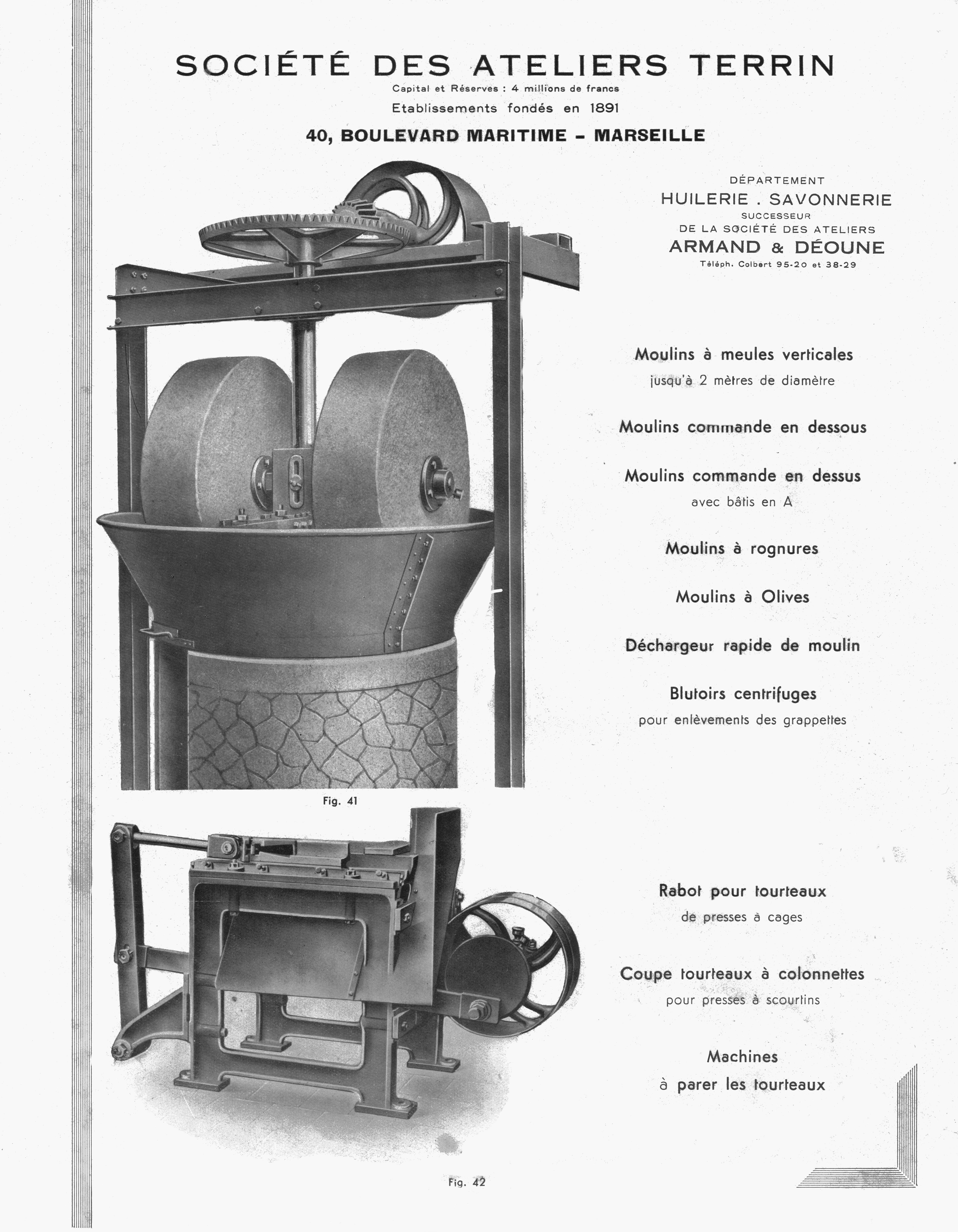
Moulin à meules verticales (1948).
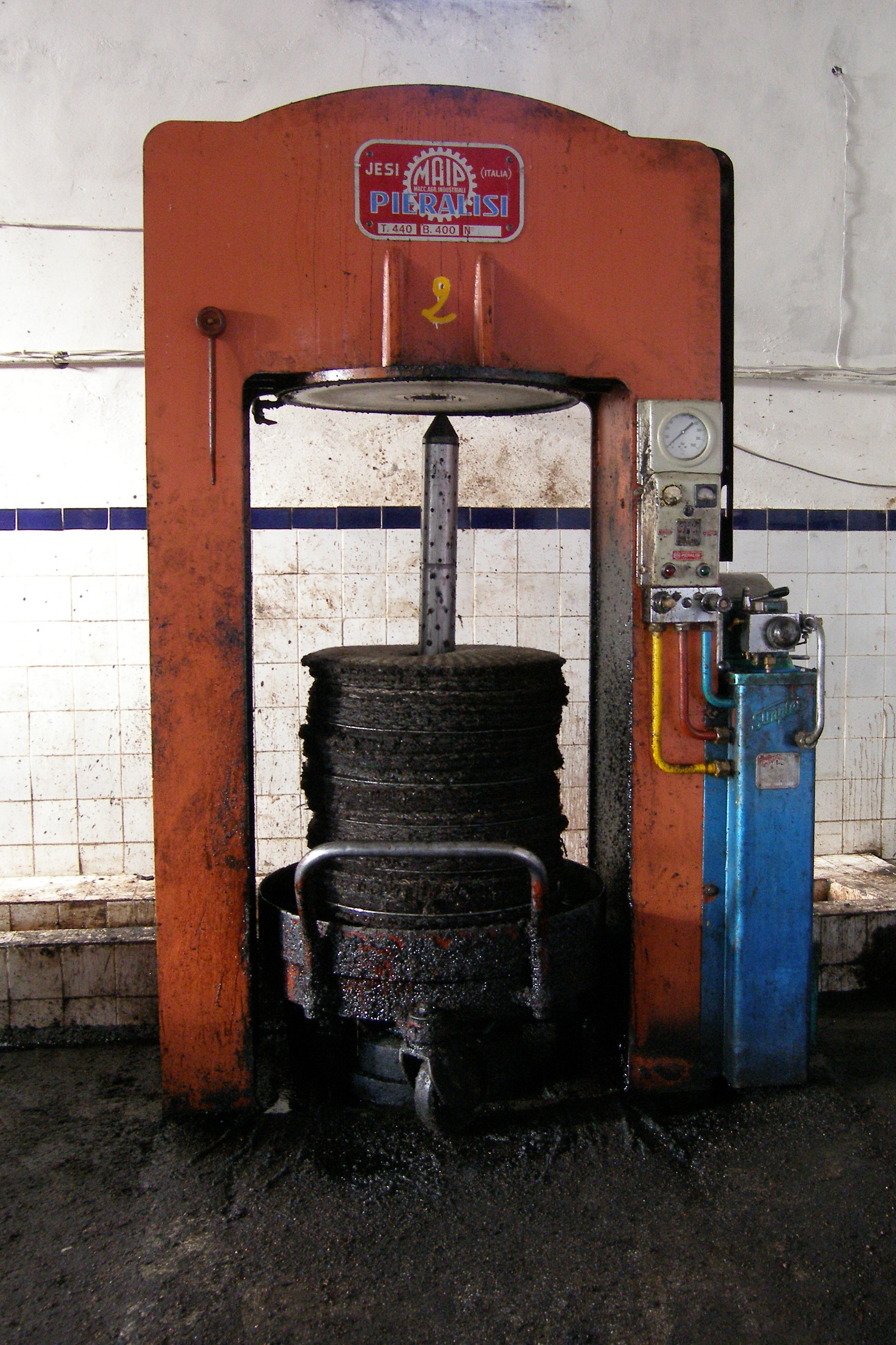
Presse hydraulique moderne (Maroc).